# Lepyronia obliqua
Lepyronia obliqua är en insektsart som beskrevs av Jacobi 1921. Lepyronia obliqua ingår i släktet Lepyronia och familjen spottstritar. Inga underarter finns listade i Catalogue of Life.